# Mekla
Mekla (în arabă Meqlaε) este o comună din provincia Tizi Ouzou, Algeria.
Populația comunei este de 24.237 de locuitori (2008).